# Gathemo
Gathemo és un municipi francès situat al departament de la Manche i a la regió de Normandia. L'any 2007 tenia 283 habitants.

## Demografia

### Població
El 2007 la població de fet de Gathemo era de 283 persones. Hi havia 118 famílies de les quals 32 eren unipersonals (8 homes vivint sols i 24 dones vivint soles), 45 parelles sense fills i 41 parelles amb fills.
La població ha evolucionat segons el següent gràfic:
Habitants censats

### Habitatges
El 2007 hi havia 180 habitatges, 120 eren l'habitatge principal de la família, 42 eren segones residències i 18 estaven desocupats. 176 eren cases i 4 eren apartaments. Dels 120 habitatges principals, 92 estaven ocupats pels seus propietaris, 27 estaven llogats i ocupats pels llogaters i 1 estava cedit a títol gratuït; 1 tenia una cambra, 5 en tenien dues, 26 en tenien tres, 42 en tenien quatre i 46 en tenien cinc o més. 84 habitatges disposaven pel capbaix d'una plaça de pàrquing. A 52 habitatges hi havia un automòbil i a 51 n'hi havia dos o més.

### Piràmide de població
La piràmide de població per edats i sexe el 2009 era:
| Homes | Edats   | Dones |
| ----- | ------- | ----- |
| 0     | 95 o +  | 0     |
| 0     | 90 a 94 | 0     |
| 4     | 85 a 89 | 4     |
| 0     | 80 a 84 | 4     |
| 0     | 75 a 79 | 8     |
| 4     | 70 a 74 | 8     |
| 16    | 65 a 69 | 16    |
| 24    | 60 a 64 | 8     |
| 0     | 55 a 59 | 8     |
| 8     | 50 a 54 | 8     |
| 12    | 45 a 49 | 16    |
| 12    | 40 a 44 | 4     |
| 16    | 35 a 39 | 16    |
| 16    | 30 a 34 | 12    |
| 4     | 25 a 29 | 0     |
| 8     | 20 a 24 | 4     |
| 16    | 15 a 19 | 4     |
| 20    | 10 a 14 | 12    |
| 8     | 5 a 9   | 16    |
| 4     | 0 a 4   | 4     |

## Economia
El 2007 la població en edat de treballar era de 166 persones, 122 eren actives i 44 eren inactives. De les 122 persones actives 111 estaven ocupades (63 homes i 48 dones) i 11 estaven aturades (5 homes i 6 dones). De les 44 persones inactives 19 estaven jubilades, 11 estaven estudiant i 14 estaven classificades com a «altres inactius».

### Ingressos
El 2009 a Gathemo hi havia 117 unitats fiscals que integraven 275 persones, la mediana anual d'ingressos fiscals per persona era de 12.907 €.

### Activitats econòmiques
Dels 13 establiments que hi havia el 2007, 1 era d'una empresa alimentària, 3 d'empreses de construcció, 1 d'una empresa de comerç i reparació d'automòbils, 1 d'una empresa d'hostatgeria i restauració, 1 d'una empresa d'informació i comunicació, 3 d'empreses immobiliàries, 2 d'empreses de serveis i 1 d'una empresa classificada com a «altres activitats de serveis».
Dels 4 establiments de servei als particulars que hi havia el 2009, 2 eren paletes, 1 lampisteria i 1 agència immobiliària.
L'únic establiment comercial que hi havia el 2009 era una fleca.
L'any 2000 a Gathemo hi havia 35 explotacions agrícoles que ocupaven un total de 648 hectàrees.

## Poblacions més properes
El següent diagrama mostra les poblacions més properes.